# Simó el Mag
Simó el Mag (en llatí: Simon Magus, en grec antic: Σίμων ὁ μάγος) va ser una figura religiosa que va viure a Samaria cap a la meitat del segle i, quan va morir Jesucrist. Es va enfrontar amb Pere apòstol, tal com es troba anotat als Fets dels Apòstols. És considerat el primer heretge, amb pràctiques màgiques que són difícils de distingir dels fets reals.

## Fets dels Apòstols
Una referència a Simó el Mag es troba en el capítol 8 dels Fets dels Apòstols, on es relata que Simó, un mag o bruixot de Samaria, va quedar impressionar per les curacions i miracles de l'apòstol Felip i es va convertir al cristianisme. Felip el va batejar. Quan Pere i Joan van arribar a Samaria, molta gent els va anar a veure perquè els imposessin les mans i rebre així l'Esperit Sant. Simó, admirat, els va oferir diners a canvi del poder de transmetre l'Esperit Sant, proposició que els apòstols van rebutjar escandalitzats. D'aquesta proposta de Simó el Mag deriva la paraula simonia, que defineix el pecat consistent a pagar per obtenir prebendes o beneficis eclesiàstics.

## Fets de Pere
En el text cristià apòcrif dels Fets de Pere trobem una de les històries més conegudes sobre Simó el Mag: quan exhibia els seus poders màgics a Roma, volant davant de l'emperador Claudi, per provar la seva condició divina, els apòstols Pere i Pau van pregar a Déu que parés el seu vol. Simó parà en sec i va caure a terra, i llavors va ser apedregat fins a la mort.

## Altres fonts
Segons els simonians, que eren seguidors seus i una antiga secta gnòstica, Simó el Mag era déu en forma humana.
Per Justí el Màrtir, era samarità de naixement (potser de la vila de Gitti o Gitthi). Diu que era adorat pels seus seguidors com si fos un déu. Es feia acompanyar sempre per una dona de nom Helena, que havia estat prostituta a Tir, i que Simó hauria convertit. Va elaborar un sistema gnòstic de creences on els seus seguidors l'adoraven com a «primer Déu» i Helena era «la idea primordial que procedia d'ell». A través d'aquesta idea van ser creats tots els éssers, i Simó estava per damunt d'ells. Flavi Josep diu que era jueu de religió, però no és clar que es refereixi a la mateixa persona. Se'l descriu com a versat en màgia i en literatura grega. Hauria estudiat a Alexandria i potser era deixeble de Dositeu, al seu torn deixeble de Joan Baptista. La creença general és que era deixeble i després successor de Dositeu al capdavant d'una secta cristiana, però això no és prou clar.
Ireneu de Lió diu que els seus deixebles tenien una estàtua de Simó que el representava com a Júpiter, i una altra d'Helena amb la figura de Minerva. Justí el Màrtir diuque a Roma hi havia una estàtua en honor de Simó, amb una inscripció que deia: «Simoni Deo sancto». L'estàtua s'ha trobat, i en realitat la inscripció diu: «Semoni Sanco Deo Fidio», una representació del déu sabí Semus Sancus.
Considerat el primer heresiarca, podria ser que en realitat no fos cristià. Hauria escrit algunes obres, però els seus títols són desconeguts i no se n'ha conservat cap. Un dels seus deixebles més coneguts va ser Menandre.

## Interpretacions radicals
Des de Ferdinand Christian Baur al segle xix, estudiosos com Hermann Detering i Margaret Barket han dit que els atacs a Simó el Mag al segle iv que es llegeixen a les Pseudoclementines poden ser atacs a l'apòstol Pau. Detering creu que els atacs de les Pseudoclementines són literals i històrics, i suggereix que es pot identificar a Simó el Mag com un nom per designar Pau de Tars, que s'hauria anomenat Simó-Pau originalment i expulsat de l'església, i va anomenar-se Pau quan va ser rehabilitat a l'escriure les Epístoles que rectificaven antigues creences.